# Maçanet de la Selva
Maçanet de la Selva er en catalansk by og kommune i comarcaet Selva i provinsen Girona i det nordøstlige Spanien. Den dækker et areal på 46 km2
og har 7.962 (2024) indbyggere.